# Фофон

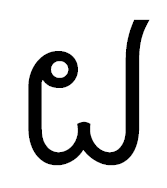

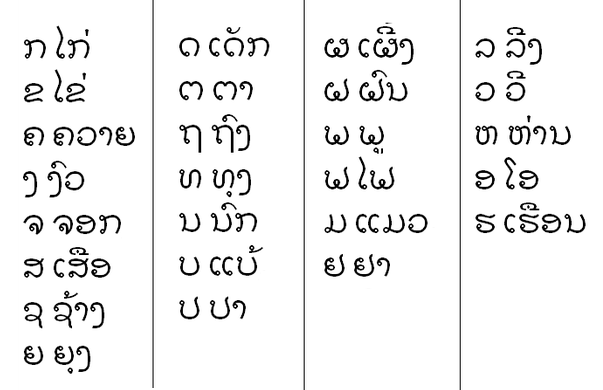
Алфавит

Фофон (лао. фон - дождь) — фо, 17-я буква лаосского алфавита, обозначает обозначает глухой губно-зубной спирант. В слоге может быть только инициалью, относится к согласным аксонсунг (верхний класс) и может образовать слоги, произносимые 1-м, 5-м и 6-м тоном. В тайском алфавите соответствует 29-й букве фофа — ฝ, в шанском алфавите соответствует букве фафай -  
Туа-тхам:  